# The Daydreamer
Pour plus de détails, voir Fiche technique et Distribution.
The Daydreamer est un film d'animation américain réalisé par Jules Bass, sorti en 1966.

## Fiche technique[1]
- Titre : The Daydreamer
- Réalisation : Jules Bass
- Scénario : Arthur Rankin Jr. et Romeo Muller d'après La Petite Sirène, Poucette et Le Vilain Petit Canard de Hans Christian Andersen
- Musique : Maury Laws
- Pays de production : États-Unis
- Format : Couleurs - 1,37:1 - Mono
- Genre : film d'animation
- Durée : 101 minutes
- Date de sortie : 1966

## Distribution (voix originales)
- Paul O'Keefe (en) : Chris (Hans Christian Andersen)
- Jack Gilford : Papa Andersen
- Margaret Hamilton : Mme Klopplebobbler
- Sessue Hayakawa : la taupe
- Patty Duke : Poucette
- Boris Karloff : le Rat
- Tallulah Bankhead : la sorcière de la mer
- Victor Borge : Zenith
- Burl Ives : Père Neptune
- Hayley Mills : la petite sirène
- Cyril Ritchard : le marchand de sable
- Terry-Thomas : Zachary Zilch
- Ed Wynn : l'Empereur
- Ray Bolger : le marchand de tartes
- Larry D. Mann
- Billie Mae Richards
- James Daugherty